# Поворот винта
«Поворот винта» (англ. The Turn of the Screw) — мистико-психологическая повесть американско-английского писателя Генри Джеймса, впервые опубликованная в 1898 году.
Первый известный русский перевод был сделан Ниной Дарузес и был выпущен издательством «Художественная литература» в 1973 году.

## Сюжет
Повесть начинается с того, что несколько человек собираются за камином. Один из них, Дуглас, предлагает прочесть рукопись, в которой, по его словам, описываются жуткие и мистические вещи. Эту рукопись ему прислала умершая двадцать лет назад женщина. Она утверждала, что там описываются реальные события, произошедшие с ней.
После смерти своего младшего брата и его жены, некий состоятельный лондонский денди становится опекуном малолетних племянников — Майлса и Флоры. Он поселяет их в своей загородной усадьбе, туда же отправляет целый штат слуг во главе с экономкой миссис Гроуз. У детей также была гувернантка (няня), но она преждевременно скончалась. Опекун начал поиски новой и остановился на кандидатуре дочери бедного сельского пастора, девушке двадцати лет (как выясняется, именно она прислала Дугласу рукопись, в которой описывала произошедшие с ней события). Ей были обещаны приличное жалованье и все блага проживания в аристократической усадьбе. Но мужчина поставил условие: никогда, ни под каким видом она не должна его беспокоить, просить о чём-либо, жаловаться, писать письма. Все вопросы девушка должна будет решать самостоятельно или с миссис Гроуз. Она соглашается на все условия и приступает к работе.
Почти сразу же в усадьбу приходит письмо из школы, где учится Майлс. В нём сказано, что мальчика отчислили за столь неприятные вещи, что дирекция школы даже отказывается говорить о них. Помимо этого девушке начинают мерещиться незнакомые ей мужчина и женщина. От миссис Гроуз она узнаёт, что в усадьбе умерла не только бывшая гувернантка, мисс Джессел, но и слуга Питер Квинт. По словам Гроуз, Джессел и Квинт были любовниками. Также экономка двусмысленно намекает, что Квинт «очень уж вольничал с мальчиком», и что о его «испорченности» знали все, включая и её, но в то же время все его боялись.
Девушка начинает подозревать, что те фигуры, которые она видела, — призраки мисс Джессел и Питера Квинта, которые преследуют детей. Она убеждена, что и Флора, и Майлс видят их, но боятся об этом рассказать. Через некоторое время Флора сбегает из дома. Её находят, и миссис Гроуз принимает решение отвезти девочку в Лондон. После их отъезда рассказчица решает поговорить с Майлсом на тему своих догадок. Сначала она заводит разговор про то, почему его выгнали из школы. Майлс говорит, что рассказывал своим друзьям вещи, которые не должен был рассказывать. Он не успевает закончить, потому что в окне появляется призрак Питера Квинта. Девушка кричит призраку, что мальчик больше не находится под его властью. Она сжимает Майлса в объятиях, как бы показывая, что не отдаст его, после чего призрак Квинта исчезает. Но когда девушка успокаивается, она понимает, что сердце мальчика больше не бьётся.

## Значение
Повесть является хрестоматийным для англоязычной литературы примером использования техники ненадёжного рассказчика. В послевоенное время с подачи Эдмунда Уилсона не затихают споры литературоведов о том, насколько реальны описанные в ней события. Сам Уилсон полагал, что все привидения — плод расстроенного воображения или психики рассказчицы.

## Экранизации
Новелла «Поворот винта» не раз экранизировалась. Некоторые адаптации практически точь-в-точь повторяют оригинальный сюжет, а некоторые значительно отходят от него.
- «Поворот винта (фильм, 1959)»[2]
- «Невинные» (1961) — широко признан лучшей экранизации не только этой повести, но и вообще произведений Джеймса[3].
- «Ночные пришельцы» / The Nightcomers — британский фильм 1971 года[4], с Марлоном Брандо в роли Питера Квинта. Является предысторией событий, происходящих в повести Джеймса.
- «Поворот винта» / Le tour d’écrou — французский фильм 1974 года, режиссёр Раймон Руло[5].
- «Поворот винта[исп.]» / Otra vuelta de tuerca / Bior bira —  фильм Элоя де ла Иглесиа 1985 года в версиях на испанском и баскском языках[6].
- «Поворот винта» — фильм, вышедший на экраны в 1992 году.
- «Присутствие духа» — фильм совместного производства США и Испании, вышедший в 1999 году[7].
- «Поворот винта» — телевизионный фильм совместного производства Великобритании и США, вышедший в 1999 году, режиссёр Бен Болт[8].
- «Проклятое место» — фильм совместного производства Великобритании и Люксембурга, вышедший на экраны в 2006 году[9].
- «Поворот винта» — телевизионный фильм 2009 года режиссёра Тима Файвелла[10].
- «Тайна озера» / Il mistero del lago — итальянский телевизионный фильм 2009 года, режиссёр Марко Серафини[11].
- «Духи Тьмы» / Através da Sombra — бразильский фильм 2015 года, режиссёр Уолтер Лима-младший[12].
- «Воспитатель» / La tutora — фильм 2016 года, режиссёр Иван Ноэль[13].
- «Поворот винта» / Turn of the Screw — новозеландский фильм 2019 года, режиссёр Алекс Галвин[14].
- «Няня» / The Turning — фильм 2020 года, режиссёр Флория Сигизмонди[15].
- «Призраки поместья Блай» / The Haunting of Bly Manor — веб-сериал Netflix 2020 года, режиссёр Майк Флэнаган[16].

Помимо данных экранизаций, в 1954 году британским композитором, дирижёром и пианистом Бенджамином Бриттеном была создана опера «Поворот винта», основанная на одноимённой новелле.